# Hemilamprops ultimaespei
Hemilamprops ultimaespei är en kräftdjursart som beskrevs av John Todd Zimmer 1921. Hemilamprops ultimaespei ingår i släktet Hemilamprops och familjen Lampropidae. Inga underarter finns listade i Catalogue of Life.